# Henri de Baillet Latour

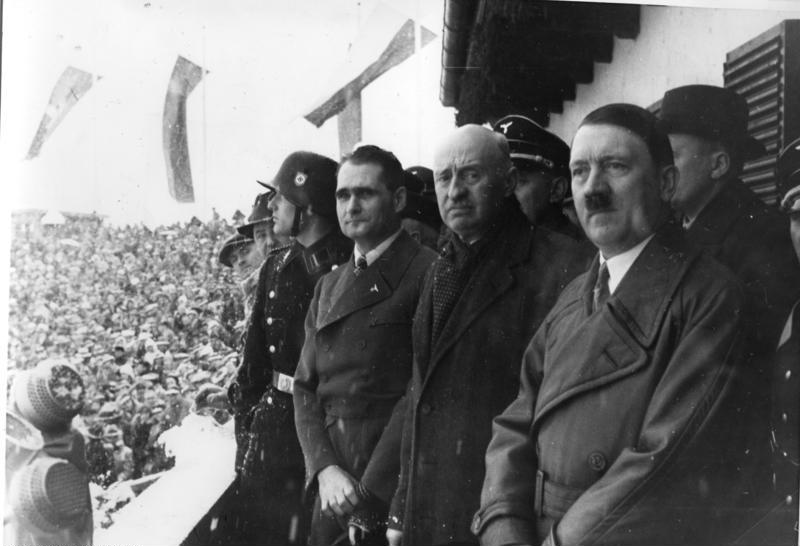
Rudolf Hess, Henri de Baillet Latour, Adolf Hitler, 1936

Henri graaf de Baillet-Latour (Brussel, 1 maart 1876 - 6 januari 1942) was een Belgisch aristocraat, zoon van Ferdinand de Baillet Latour. Hij werd voorzitter van het Belgisch Olympisch Comité en vervolgens de derde voorzitter van het Internationaal Olympisch Comité.

## Biografie
De Baillet-Latour werd lid van het IOC in 1903 in opvolging van Robert Reyntiens tijdens wiens korte passage als IOC-lid De Baillet Latour al ter hulp was geschopen om een congres van het IOC in Brussel georganiseerd te krijgen. In 1920 was hij een van de organisators van de Olympische Zomerspelen in Antwerpen. Ondanks de korte voorbereidingstijd en de ongunstige situatie in België kort na het einde van de Eerste Wereldoorlog, werden de Spelen als een succes beschouwd.
De Baillet-Latour werd mede hierdoor verkozen tot IOC-voorzitter in 1925 toen Pierre de Coubertin terugtrad. Vooral over zijn rol in de Berlijnse Spelen van 1936 is veel geschreven. Hij kreeg te maken met een boycotbeweging waardoor een aantal landen dreigden af te haken, in de eerste plaats de Verenigde Staten, Frankrijk en Nederland. Het Amerikaanse IOC-lid Ernest L. Jahncke schreef Baillet-Latour op 25 november 1935 dat Noch Amerikanen, noch vertegenwoordigers van andere landen kunnen deelnemen aan de Spelen in nazi-Duitsland zonder op zijn minst te berusten in de minachting van de nazi's voor fairplay en in hun vuige exploitatie van de Spelen. Baillet-Latour bekwam van Hitler dat antisemitische borden tijdelijk werden weggenomen uit het straatbeeld en dat Joodse atleten mochten deelnemen en trainen. Deze concessies waren voldoende om de terughoudende landen over de streep te trekken. Kritische stemmen die opriepen tot boycot omdat de olympische gedachte van gelijkheid der volkeren niet aanwezig was, noemde Baillet-Latour politiek gemotiveerd en "gebaseerd op leugens". Niettegenstaande was hij een aanhanger van Hitler geworden en bracht zonder problemen de nazi-groet. Vlak voor de start van de spelen werd Jahncke vanwege zijn blijvende tegenstand ontslagen uit het IOC, nog steeds een unicum in de olympische geschiedenis. Op de eerste wedstrijddag berispte Baillet-Latour rijkskanselier Hitler omdat hij zonder reglementaire toestemming de Duitse winnaars had gefeliciteerd. Maar de relaties bleven hartelijk en in juni 1939, een drietal maanden na de Duitse bezetting van Tsjecho-Slowakije, kende het IOC de Winterspelen van 1940 toe aan Duitsland. Volgens Baillet Latour toonde de unanieme beslissing dat het IOC onafhankelijk was van politieke invloeden. Bij zijn overlijden in 1942 legden Hitler, Von Ribbentrop en Von Falkenhausen grote kransen met hakenkruizen.
Na zijn dood werd Baillet Latour als voorzitter opgevolgd door de Zweed Sigfrid Edström.
De Baillet-Latour was naast IOC-voorzitter ook van 1923 tot 1942 de tweede voorzitter in de geschiedenis van het Belgisch Olympisch Comité.

## Familie
Henri de Baillet-Latour was de zoon van graaf Ferdinand de Baillet, senator en gouverneur van Antwerpen en van gravin Caroline d'Oultremont. Zelf trouwde hij met gravin Elisalex von Clary und Aldringen (München, 1885 - Brussel, 1955), die blijk zou geven van uitgesproken nazisympathieën.
Ze hadden een zoon, Guy de Baillet-Latour (Brussel, 30 mei 1905 - Campeltown, 1 september 1941). Hij vervoegde de Belgische administratie in Londen (Ministerie van Kolonies) en overleed in bevolen dienst in een vliegtuigcrash. Hij was getrouwd met Marianne Dunn en ze hadden twee dochters.
Demetrius Vikelas (Griekenland, 1894-1896) · Pierre de Coubertin (Frankrijk, 1896-1925) · Godefroy de Blonay (Zwitserland, 1916-1919) · Henri de Baillet Latour (België, 1925-1942) · Sigfrid Edström (Zweden, 1942-1952) · Avery Brundage (Verenigde Staten, 1952-1972) · Lord Killanin (Ierland, 1972-1980) · Juan Antonio Samaranch (Spanje, 1980-2001) · Jacques Rogge (België, 2001-2013) · Thomas Bach (Duitsland, 2013-heden)
- Bibliothèque nationale de France: cb145804548 (data)
- Gemeinsame Normdatei: 143731211
- International Standard Name Identifier: 0000 0001 1615 2904
- Library of Congress Control Number: n2005059553
- SNAC: w6vg24nb
- Système universitaire de documentation: 075971623
- Virtual International Authority File: 31407487
- WorldCat: E39PBJh8Rv9QGqR3DV8Mv8GCQq